# 天目山 (浙江省)
天目山（てんもくざん）は、中華人民共和国浙江省杭州市臨安区の北西に位置する山。西天目山（1506メートル）と東天目山（1480メートル）の2つの峰がある。山の名は峰の頂上近くにある2つの池に由来する。山の北西部は天目山国家級自然保護区になっている。天目山はUNESCOによる人間と生物圏の一部である生物圏保存地域である。山は緑が多く、亜熱帯気候に属し、年間の降水量が1767 mm、年平均気温が17.3 ℃に達する。
天目山はスギ属の巨木、瀧、天目茶、雲のめぐる峰々、タケノコ、寺院、尼寺、および奇岩によって知られる。山にはアラカシ、イジュ（Schima superba）、イチョウ、カワイスギ（Cryptomeria fortunei）、ニイタカアカマツ、チャノキなどの2000種以上の植物が生育し、西天目山は真に野生のイチョウの最後の分布地になっている。スギのうちでは清の乾隆帝によって命名された「大樹王」が卓越している。2009年に計測した結果、高さ26.5メートル、直径2.33メートル、体積42.9立方メートルであった。天目山は数百種類の鳥や動物の住処でもあり、39種類の絶滅危惧種および保護種が含まれる。その中にはウンピョウやマエガミホエジカが含まれる。
中国語では「天目山」の語で莫干山を含む周囲の山脈をも指すことがある。
天目山の歴史は古く、仏教と道教、儒教の聖地でもある。東晋の升平年間（357年 - 361年）に竺法曠禅師によってこの地に仏教がもたらされた。その後は禅の修行に来る僧侶が増え、唐の時代には洪言西土が跡を継いだ。元の至元16年（1279年）に高峰禅師が西天目山の獅子岩と倚松結廬を訪れると、その弟子である断崖了義・中峰明本もつづき、獅子正禅寺を建立した。その後は中国のみならず日本、インド、朝鮮などから禅の修行に来る人々が増え続けた。清の康熙4年（1665年）には禅源寺、大振高峰、中峰法席が作られ、最盛期を迎えた。また天目山は韋駄天（仏教を守る護法神）を祀る場所としても有名で、禅源寺では韋駄天の記念日には法事がよく行われている。